# Capitano A. Cecchi (incrociatore ausiliario)
Il Capitano A. Cecchi è stato un incrociatore ausiliario della Regia Marina, già motonave da carico italiana.

## Storia
Costruita tra il 1931 ed il 1934 nei cantieri Eriksberg Mekaniske Verkstad A/B - Eriksberg Varv di Göteborg insieme alle gemelle Duca degli Abruzzi e Capitano Bottego per la Società Italo-Somala, la Capitano A. Cecchi, iscritta con matricola 1973 al Compartimento marittimo di Genova, era in origine una motonave da carico da 2321 tonnellate di stazza lorda, propulsa da due motori Diesel a 6 cilindri che imprimevano a due eliche la potenza di 4800 CV (543 HP nominali), permettendo una velocità di crociera di 14,5 nodi ed una massima compresa tra i 15,5 ed i 16 nodi.
Poco tempo dopo la costruzione le tre motonavi vennero acquistate dalla Regia Azienda Monopolio Banane, fondata a Mogadiscio nel 1935, che le impiegò come navi frigorifere per il trasporto delle banane dall'Africa Orientale Italiana (Eritrea e Somalia) all'Italia. Le tre unità costituirono l'unica flotta dell'azienda sino alla costruzione, nel 1937, delle quattro motonavi serie RAMB, di maggiori dimensioni. In caso di guerra era previsto che Capitano Cecchi, Duca degli Abruzzi e Capitano Bottego venissero trasformati in incrociatori ausiliari, armati ciascuno con quattro cannoni da 102/45 mm.

### La seconda guerra mondiale

#### 1940
All'ingresso dell'Italia nella seconda guerra mondiale, il 10 giugno 1940, la Capitano A. Cecchi era la sola, tra le tre motonavi, a trovarsi nel Mediterraneo (Duca degli Abruzzi e Capitano Bottego si trovavano rispettivamente in Somalia ed Eritrea). Il 5 agosto 1940 la nave venne requisita a Venezia dalla Regia Marina ed iscritta nel ruolo del Naviglio ausiliario dello Stato quale incrociatore ausiliario. Armata con quattro cannoni da 102/45 Mod. 1917 e 6 mitragliere da 13,2 mm (per altre fonti due cannoni da 100/47 mm e quattro mitragliere da 13,2 mm), l'unità venne destinata principalmente a compiti di scorta convogli.
Il 20 agosto 1940 con la costituzione del Comando Superiore Traffico Albania (Maritrafalba), divenuto attivo dal 5 settembre successivo, il Capitano Cecchi venne dislocato a Brindisi ed assegnato, con altre unità (due anziani cacciatorpediniere, dieci torpediniere, altri due incrociatori ausiliari e la XIII Squadriglia MAS), a tale comando, per il servizio di scorta convogli da e per l'Albania.
L'11 settembre l'incrociatore ausiliario, insieme alla torpediniera Castelfidardo, compì la propria prima missione per Maritrafalba scortando da Valona a Brindisi e quindi a Bari i piroscafi Nautilus e Pontinia, di ritorno vuoti dall'Albania. Due giorni dopo il Capitano Cecchi e la torpediniera Pallade scortarono da Bari a Durazzo i piroscafi Galilea e Quirinale, con a bordo 2422 militari e 289 tonnellate di materiali (tra cui degli ospedali da campo).
Il 17 settembre Capitano Cecchi e Pallade scortarono da Bari a Durazzo le motonavi Catalani e Viminale, che trasportavano 2305 uomini e 141 tonnellate di materiali. Il 19 settembre la nave, insieme all'anziana torpediniera Palestro, scortò da Bari a Durazzo un convoglio composto dai piroscafi Maria, Perla, Premuda ed Oreste, aventi a bordo 929 quadrupedi e 2520 tonnellate di veicoli ed altri rifornimenti.
Il 23 settembre l'unità, unitamente alla Castelfidardo ed alla più recente torpediniera Polluce, fu di nuovo di scorta, da Bari a Durazzo, a Catalani e Viminale, aventi a bordo 2112 uomini e 70 tonnellate di materiali.
Sei giorni più tardi Capitano Cecchi, Pallade e Polluce scortarono da Bari a Durazzo la motonave Puccini ed i piroscafi Galilea e Quirinale, carichi di 2581 uomini ed 84 tonnellate di rifornimenti. Lo stesso giorno l'incrociatore ausiliario rientrò da Durazzo a Bari scortando il piroscafo da carico Antonietta Costa, scarico.
Il 4 ottobre la nave, insieme alla Pallade ed alla vecchia torpediniera Giacomo Medici, scortò da Bari a Durazzo le motonavi Verdi e Puccini ed il piroscafo Quirinale, con 2400 militari e 140 tonnellate di rifornimenti.
Il 12 ottobre 1940 Maritrafalba venne sciolto, ma già il 21 ottobre tale comando venne ricostituito, e di nuovo il Capitano Cecchi venne posto alle sue dipendenze (unitamente ai due anziani cacciatorpediniere, dieci torpediniere, altri tre incrociatori ausiliari e la XIII Squadriglia MAS) per la scorta dei convogli e la caccia antisommergibile.
Il 21 ottobre, alle 00.30, il Capitano Cecchi, unitamente all'anziana torpediniera Nicola Fabrizi, salpò da Bari di scorta alle motonavi Verdi e Puccini, aventi a bordo 1517 uomini e 28 tonnellate di materiali e dirette a Durazzo, dove giunsero alle 15.30. L'indomani, alle 4.30, la nave lasciò Durazzo per scortare a Bari, dove giunse alle 19, Verdi e Puccini che tornavano vuote.
Il 23 ottobre 1940 l'incrociatore ausiliario scortò a Durazzo, insieme alla torpediniera Calatafimi, il piroscafo Campidoglio e la motonave Città di Marsala, con 20,2 tonnellate di materiali. Capitano Cecchi e Calatafimi lasciarono poi Durazzo alle sette del 25 ottobre, scortando i due mercantili dell'andata più un terzo, il piroscafo Casaregis, di ritorno vuoti: il convoglio arrivò a Bari alle 3.30 del 26, ma senza la Calatafimi, che aveva dovuto abbandonare la missione e rifugiarsi a Lagosta a causa delle avverse condizioni meteomarine.
Il Capitano Cecchi lasciò Brindisi alle 23.30 del 31 ottobre, insieme alla torpediniera Solferino ed all'incrociatore ausiliario RAMB III, scortando la motonave Città di Marsala ed i piroscafi Campidoglio e Principessa Giovanna, sui quali erano imbarcati 2873 militari. Le navi arrivarono a Durazzo alle sei del mattino del 1º novembre. L'unità ripartì da Durazzo il giorno stesso, unendosi ad un convoglio, composto dai piroscafi scarichi Perla e Sabaudia, partito alle 23.30 del 31 ottobre e scortato dalla torpediniera Curtatone. Il convoglio giunse a Bari alle 16.30 del 1º novembre.
Alle otto del mattino del 2 novembre il Capitano Cecchi salpò da Durazzo di scorta alla motonave postale Piero Foscari, arrivando a Brindisi alle 14.30. Tornato a Durazzo, l'incrociatore ausiliario ne ripartì alle 23.15 del giorno stesso, insieme alla torpediniera Confienza, per scortare due mercantili vuoti, il piroscafo Principessa Giovanna e la motonave Città di Marsala, a Bari, dove il convoglio giunse alle 18.30 del 3 novembre.
Il 4 novembre, alle 3.15, l'unità salpò da Brindisi insieme alla torpediniera Generale Antonio Cantore, scortando la Foscari ed il piroscafo Aventino, aventi a bordo 972 uomini, 145 tonnellate di munizioni, quadrupedi, autoveicoli ed altri rifornimenti. Il convoglio raggiunse Valona alle nove del mattino stesso. Tornato a Bari, il Capitano Cecchi ne ripartì a mezzanotte e mezza del 6 novembre, insieme ai vecchi cacciatorpediniere Carlo Mirabello ed Augusto Riboty, scortando a Durazzo le motonavi Verdi e Puccini, con 1497 militari e 43 quadrupedi: il convoglio arrivò nel porto albanese alle 18.30.
Alle 23.30 dell'8 novembre il Capitano Cecchi, insieme a Curtatone, Medici e Cantore, partì da Bari di scorta ai piroscafi Argentina, Italia e Firenze ed alla motonave Città di Marsala, aventi a bordo 3219 militari e 287 tonnellate di rifornimenti. Il convoglio raggiunse Durazzo alle 16 del 9 novembre, dopo di che il Capitano Cecchi tornò a Bari. La nave lasciò nuovamente il porto pugliese alle 18 del 10 novembre, scortando i piroscafi Nita ed Oreste, con a bordo 59 militari, 129 automezzi e 342 quadrupedi, e Brunner, adibito a traffico civile, a Durazzo, dove giunsero alle dieci del mattino dell'11.
Il 12 novembre, alle 7.30, l'incrociatore ausiliario lasciò Brindisi di scorta a Verdi e Puccini, aventi a bordo 1283 uomini e 41,5 tonnellate di materiali. Rinforzato dalla torpediniera Generale Marcello Prestinari aggiuntasi a Brindisi, il convoglio arrivò a Durazzo alle ore 23. Tornato in Puglia, il Capitano Cecchi ripartì da Bari alle 00.30 del 16 novembre scortando, insieme alla Prestinari e ad un'altra anziana torpediniera, la Francesco Stocco, il grosso piroscafo Piemonte e la motonave Donizetti, aventi a bordo 2554 uomini, 151 quadrupedi e 306 tonnellate di materiali: le navi arrivarono a Valona alle quattro di quel pomeriggio.
All'una di notte del 19 novembre 1940 il Capitano Cecchi, insieme alle torpediniere Giacomo Medici ed Andromeda, salpò da Bari per scortare a Valona, dove giunsero dodici ore più tardi, i piroscafi Argentina e Sardegna, con 3084 uomini e 162 tonnellate di materiali al seguito della truppa. Ripartito da Valona nel pomeriggio, l'incrociatore ausiliario, intorno alle otto di sera dello stesso giorno, giunse nei pressi del punto di atterraggio «Y», al largo di Brindisi, proprio mentre giungeva nella stessa zona anche un convoglio composto dai mercantili Verdi, Puccini e Carnia scortati dalla torpediniera Confienza, partito alle 9.30 da Durazzo e diretto a Brindisi. Essendo Brindisi in allarme per bombardamento aereo, i fari di atterraggio erano stati spenti, e ciò (insieme forse ad errori di manovra) portò il Capitano Cecchi a speronare la Confienza, alle 21.19. L'incrociatore ausiliario, che aveva riportato danni alla prua, imbarcò l'equipaggio della torpediniera, che prese poi a rimorchio per tentare di portarla verso Brindisi. Il tentativo di salvataggio fu però vano: dopo circa un'ora e venti minuti di navigazione, alle 00.35 del 20 novembre, la Confienza si spezzò in due ed affondò a due miglia da Brindisi.
Riparati i danni, il Capitano Cecchi riprese il proprio servizio agli ordini di Maritrafalba. Alle 10.50 del 19 dicembre l'incrociatore ausiliario lasciò Brindisi alla volta di Valona, scortando le motonavi Città di Agrigento e Città di Trapani, con a bordo 1280 militari, dodici autoveicoli e 393 tonnellate di munizioni, divise, provviste ed altri rifornimenti: il convoglio raggiunse Valona alle 19.30. Alle otto del 20 dicembre la nave salpò da Valona diretta a Bari, dove giunse alle sei del giorno successivo, scortando la nave cisterna Strombo ed il piroscafo Absirtea, di ritorno scarichi.
Il 22 dicembre, alle cinque, Capitano Cecchi e Calatafimi partirono da Bari per scortare i piroscafi Aventino e Monstella (quest'ultimo giunto a Bari da Ancona, dov'era stato caricato), aventi a bordo 1027 uomini, 87 quadrupedi e 48 tonnellate di rifornimenti: il convoglio raggiunse Durazzo alle 15.15 dello stesso giorno, dopo aver evitato alcuni siluri lanciati da un sommergibile rimasto sconosciuto contro i due mercantili. Separatosi dal convoglio e raggiunta Durazzo, l'incrociatore ausiliario ne ripartì alle 14.45 scortando la motonave Barbarigo, che rientrava scarica a Bari, dove arrivò alle 00.50 del 23.
La vigilia di Natale il Capitano Cecchi lasciò Bari alle 00.30 insieme alla Castelfidardo, scortando il piroscafo Quirinale e le motonavi Donizetti, Marin Sanudo e Città di Savona, con il primo scaglione della Divisione Fanteria «Brennero» (2663 uomini, 186 autoveicoli e 558,5 tonnellate di materiali), a Durazzo, dove arrivarono alle 15.15 dello stesso giorno. Rientrato a Bari, l'incrociatore ausiliario riprese il mare dal porto pugliese alle tre del 26 dicembre, insieme all'anziana torpediniera Angelo Bassini, per scortare a Durazzo, dove giunsero alle 16, i piroscafi Milano e Galilea e le motonavi Verdi e Puccini, aventi a bordo 3433 militari, 157 quadrupedi e 608,5 tonnellate di rifornimenti. Il convoglio fruì anche della scorta indiretta, dalle 4.30 alle 8, dei cacciatorpediniere Folgore, Fulmine e Baleno.
Il 31 dicembre, alle 4.50, l'incrociatore ausiliario salpò da Bari diretto a Durazzo, dove giunse alle 18, scortando la motonave Puccini ed i piroscafi Acilia e Monstella, aventi a bordo 746 uomini, 635 quadrupedi e 128 tonnellate di materiali.

#### 1941
Il 2 gennaio 1941 il Capitano Cecchi scortò da Bari a Brindisi la motonave scarica Città di Marsala, mentre alle 00.10 del 5 gennaio, insieme ai cacciatorpediniere Fulmine e Giosuè Carducci ed alla Cantore, l'incrociatore ausiliario lasciò Brindisi per scortare a Valona, dove giunsero alle otto, la Città di Marsala ed altre due motonavi, Verdi e Città di Agrigento, aventi a bordo in tutto 2024 uomini e 328 tonnellate di rifornimenti. Lo stesso 5 gennaio, alle 22, l'unità, tornata a Bari, ne ripartì insieme alla torpediniera Partenope, di scorta ai piroscafi Aventino, Diana e Sant'Agata, con 1014 militari, 833 quadrupedi e 156 tonnellate di materiali, arrivando a Durazzo alle 12.20 del giorno seguente.
Il Capitano Cecchi lasciò Bari alle due di notte del 17 febbraio, insieme alla Solferino, scortando a Durazzo, dove arrivarono alle 16.20 di quello stesso giorno, i piroscafi Milano ed Aventino e le motonavi Verdi e Città di Alessandria, aventi a bordo 3578 militari e 383 tonnellate di rifornimenti. Lasciato il convoglio, l'incrociatore ausiliario assunse la scorta della motonave vuota Città di Tripoli, partita da Durazzo alle 15, conducendola sino a Bari, dove arrivò all'una di notte del 18.
Alle tre di notte del 19 febbraio l'incrociatore ausiliario, unitamente alla Castelfidardo, salpò da Bari scortando la motonave Rossini ed i piroscafi Titania, Zena e Rosandra, aventi a bordo 1600 operai (sul Rosandra), 922 militari, 1160 quadrupedi e 436 tonnellate di materiali. Il convoglio arrivò a Durazzo alle 17.15 dello stesso giorno, ma subito il Capitano Cecchi raggiunse il piroscafo scarico Milano, salpato dal porto albanese alle 16.15, per scortarlo a Bari, dove giunse alle 3.30 del 20.
Il 21 febbraio, alle 22.30, il Capitano Cecchi salpò da Bari insieme alla Calatafimi, scortando Verdi, Donizetti, Città di Alessandria e Città di Savona, dirette a Durazzo con 2875 uomini e 1200 tonnellate di rifornimenti. A causa delle condizioni meteomarine contrarie, tuttavia, il convoglio dovette tornare a Bari, ripartendone alle 20.45 del 22, ed arrivando infine a Durazzo alle 8.30 del 23.
Il 24 febbraio l'incrociatore ausiliario, insieme alla Curtatone, scortò da Bari a Durazzo Città di Tripoli, Italia e Puccini, con 2450 uomini di truppa e 371 tonnellate di materiali. Il 1º marzo 1941 Capitano Cecchi e Curtatone scortarono da Bari a Durazzo la motonave Verdi ed i piroscafi Milano, Aventino e Rosandra, aventi a bordo 2848 militari, 131 quadrupedi e 417 tonnellate di materiali.
Il Capitano Cecchi lasciò poi Bari alle 00.45 del 4 marzo, di nuovo insieme alla Curtatone, per scortare a Durazzo, dove arrivarono alle 15.15 dello stesso giorno, le motonavi Città di Bastia, Maria e Donizetti ed il piroscafo Casaregis, che trasportavano 1462 uomini, 286 autoveicoli e 546 tonnellate di rifornimenti. Lasciato il convoglio, l'incrociatore ausiliario venne inviato a scortare il piroscafo Italia e le motonavi Città di Savona e Città di Alessandria, salpate scariche da Durazzo alle 13.45 e dirette a Bari, dove arrivarono alle 4.30 del 5 marzo.
Il Capitano Cecchi ripartì da Bari alle 00.30 del 6 marzo, insieme alla Medici, scortando a Durazzo, dove giunsero alle 11.40, i piroscafi Aventino e Milano e le motonavi Rossini e Narenta, aventi a bordo 3171 uomini, 137 quadrupedi, 239 tonnellate di provviste e 248 di altri rifornimenti. L'incrociatore ausiliario assunse poi la scorta della motonave vuota Birmania, partita alle 11 da Durazzo e diretta a Bari, dove giunse alle 19.
L'8 marzo, alle quattro del mattino, Capitano Cecchi e Curtatone partirono da Bari scortando Donizetti e Città di Bastia, con 1590 uomini e 282 tonnellate di materiali, arrivando a Durazzo alle 17.40. Lasciato il convoglio, la nave assunse la scorta del piroscafo scarico Caldea, partito da Durazzo alle 15.30 e diretto a Bari, dove arrivò l'indomani alle 12.15.
Alle cinque del 10 marzo la nave, insieme alla torpediniera Prestinari, salpò da Bari alla volta di Durazzo, dove giunse alle 17.25, scortando i piroscafi Aventino, Milano e Zena e la motonave Rossini, che trasportavano 2991 militari, 483 quadrupedi e 352 tonnellate di rifornimenti.
Il 12 marzo il Capitano Cecchi e la Solferino scortarono da Bari a Durazzo le motonavi Barbarigo, Città di Bastia e Città di Tripoli ed il piroscafo Titania, aventi a bordo 1395 uomini, 644 quadrupedi, 123 veicoli e 943 tonnellate di rifornimenti. Alle 14.15 dello stesso giorno l'unità ripartì da Durazzo di scorta al piroscafo scarico Tagliamento, arrivando a Bari alle 3.30 del 13 marzo.
All'1.40 del 14 marzo l'incrociatore ausiliario salpò da Bari insieme alla Bassini, di scorta ai piroscafi Aventino, Quirinale e Milano ed alle motonavi Rossini e Filippo Grimani, che trasportavano il primo scaglione della Divisione Fanteria «Casale», costituito da 3749 militari, 123 quadrupedi, 1351 tonnellate di provviste e 605 di altri rifornimenti. Tornato in Italia, il Capitano Cecchi ripartì da Bari alla mezzanotte del 16 marzo, unitamente alla Prestinari, per scortare le motonavi Città di Tripoli, Città di Agrigento, Città di Bastia e Verdi, aventi a bordo 2909 uomini e 172 tonnellate di materiali, a Durazzo, dove arrivarono alle 16.25 di quello stesso giorno.
Alle 23 del 18 marzo l'incrociatore ausiliario, insieme alla Curtatone, partì da Bari per Durazzo scortando le motonavi Città di Savona e Città di Alessandria ed i piroscafi Milano e Tagliamento, che avevano a bordo complessivamente 2615 militari, 624 quadrupedi e 387 tonnellate di rifornimenti. Il convoglio giunse a destinazione alle 16.15 del 19 marzo, ma già precedentemente il Capitano Cecchi, separatosi, aveva assunto la scorta della motonave Rossini e del piroscafo Costante C., che, partite da Durazzo alle 14, tornavano vuote a Bari, dove arrivarono l'indomani alle 5.30.
Il 20 marzo il Capitano Cecchi scortò, insieme alla Bassini, i piroscafi Sant'Agata ed Aventino e le motonavi Rossini e Puccini, cariche di 2808 uomini, 833 quadrupedi e 458 tonnellate di rifornimenti, da Bari a Durazzo. L'indomani, alle 14.30, la nave lasciò Durazzo di scorta alla motonave scarica Donizetti, con la quale giunse a Bari all'1.10 del 22.
Alle undici di sera del 22 marzo l'unità salpò da Bari insieme alla Solferino, scortando le motonavi Città di Bastia, Città di Alessandria e Città di Savona ed il piroscafo Milano, diretti a Durazzo, dove giunsero alle 14.30 dell'indomani, con 3343 militari, 138 quadrupedi e 234 tonnellate di materiali.
Alle otto di sera del 26 marzo il Capitano Cecchi e la torpediniera Giuseppe Cesare Abba salparono da Bari scortando Città di Bastia, Città di Alessandria e Città di Marsala, aventi a bordo 2089 uomini di truppa e 119 tonnellate di rifornimenti: il convoglio arrivò a Durazzo alle 11.55 del 27 marzo. Alle 12.30 del 27 marzo l'incrociatore ausiliario lasciò Durazzo di scorta alla Rossini, scarica, con la quale arrivò a Bari dopo undici ore di navigazione.
Alle 20 del 29 marzo la nave salpò da Bari insieme alla Bassini, scortando a Durazzo, dove giunsero alle 8.45 dell'indomani, Quirinale, Rossini, Aventino e Puccini, con a bordo 3408 militari, 65 quadrupedi e 371 tonnellate di rifornimenti. Alle 7.45 del 30 marzo il Capitano Cecchi lasciò Durazzo scortando i piroscafi scarichi Tergestea e Laura C., con i quali arrivò a Bari alle 22.
A mezzanotte del 4 aprile Capitano Cecchi e Curtatone salparono da Bari per Durazzo, dove arrivarono dopo dodici ore di navigazione, scortando Aventino, Milano e Quirinale, carichi di 3439 uomini, 39 quadrupedi e 274 tonnellate di rifornimenti. Lasciato frattanto il convoglio, l'incrociatore ausiliario assunse la scorta dei piroscafi vuoti Sagitta e Diana, partiti da Durazzo alle 10.30 e giunti a Bari all'una di notte del 5 aprile.
Il 7 aprile, alle 00.00, la nave partì da Bari unitamente alla Prestinari, scortando a Durazzo Città di Alessandria, Città di Tripoli e Donizetti, con 2305 militari e 263 tonnellate di rifornimento: il convoglio raggiunse il porto albanese alle 16.30. Tre giorni più tardi, alla mezzanotte del 10, il Capitano Cecchi lasciò Bari alla volta di Durazzo, di scorta alla motonave Città di Trapani, avente a bordo 683 militari e 131 tonnellate di rifornimenti; a Brindisi si unirono al convoglio il cacciatorpediniere Mirabello ed il piroscafo postale Campidoglio. Le navi arrivarono a Durazzo alle 14.45 dello stesso 10 aprile.
Il 13 aprile, a mezzanotte, Capitano Cecchi e Mirabello lasciarono Bari di scorta a Rossini, Puccini e Città di Marsala, dirette a Durazzo, che raggiunsero alle 15.10 dello stesso giorno, con 2332 militari e 538 tonnellate di rifornimenti. Lasciato il convoglio, l'incrociatore ausiliario assunse la scorta dei piroscafi Milano ed Aventino, partiti da Durazzo alle 13.15 e diretti a Bari, dove giunsero alle 3.20 del 14 con a bordo 100 militari che rimpatriavano e 14 detenuti.
Alle 23 del 17 aprile la nave salpò da Bari di scorta al piroscafo Casaregis ed alle motonavi Riv e Narenta, dirette a Durazzo con 504 uomini di truppa, 234 autoveicoli e 1402 tonnellate di materiali. A Brindisi il Capitano Cecchi fu rilevato dalla torpediniera Castelfidardo. Il giorno seguente l'incrociatore ausiliario rilevò a sua volta la torpediniera Prestinari nella scorta nell'ultimo tratto, da Brindisi a Bari (dove arrivarono alle 23), del piroscafo Lauretta e delle motonavi Donizetti e Città di Bastia, provenienti scariche da Durazzo, da dov'erano partite alle cinque del mattino.
Il 21 aprile, alle 19.30, il Capitano Cecchi partì da Bari scortando la motonave Carlotta ed i piroscafi Rinucci, Neghelli (i tre mercantili avevano a bordo 798 tonnellate di benzina, 997 di provviste e 379 di altri rifornimenti) e Turiddu (adibito a servizio civile) sino al punto «Y» al largo di Brindisi, dove l'incrociatore ausiliario venne sostituito dalla Calatafimi. Nella notte seguente l'unità, a Brindisi, rilevò la Prestinari nella scorta a Bari di un convoglio partito da Durazzo alle 9.45 del 21 e composto dalla nave cisterna Abruzzi, dalla motonave Riv e dai piroscafi Casaregis e Padenna, scarichi, che arrivarono nel porto barese alle quattro del mattino del 22.
Alle 21 del 23 aprile il Capitano Cecchi, insieme alla torpediniera Monzambano, ripartì da Bari di scorta alle motonavi Città di Marsala e Puccini, cariche di 1462 militari e 389 tonnellate di rifornimenti, con le quali giunse a Durazzo alle 9.15 del giorno seguente. L'incrociatore ausiliario assunse poi la scorta della motonave vuota Tergestea, partita da Durazzo alle 8.30 e diretta a Bari, dove arrivò alle 20.40.
Nella notte tra il 7 e l'8 maggio 1941 il Capitano A. Cecchi si trovava in navigazione, carico di autoveicoli e munizioni, lungo la costa cirenaica, nei pressi di Bengasi, quando tale città, nell'ambito dell'operazione britannica «MD 6», venne bombardata dall'incrociatore leggero HMS Ajax e dai cacciatorpediniere Havock, Hotspur ed Imperial, anch'essi britannici. Imbattutasi in tale formazione
, che dirigeva per ricongiungersi al resto della Mediterranean Fleet (in mare nell'ambito dell'Operazione Tiger) dopo aver ultimato il bombardamento, la nave italiana venne attaccata nelle prime ore dell'8 maggio e, colpita da diversi proiettili, saltò in aria, inabissandosi in posizione 31°51'15" N e 19°53'20" E, a circa 2,5 miglia per 314° dalle Tre Palme, non lontano da Bengasi. Nel medesimo attacco venne affondato anche il piroscafo Tenace, che, cannoneggiato alle 00.25 dell'8 maggio nelle acque di Tajunes (ad ovest di Bengasi), fu portato all'incaglio a 3,5 miglia per 299° da Marabutto di Sidi bu Fachra nord (a sud di Bengasi) e considerato perduto.
Il relitto del Capitano Cecchi giace in acque basse a nord di Bengasi, ad una profondità massima di dieci metri.